# ليونارد وودكوك
ليونارد وودكوك (بالإنجليزية: Leonard Woodcock) (و. 1911 – 2001 م) هو دبلوماسي من الولايات المتحدة الأمريكية. ولد في بروفيدنس، رود آيلاند.
توفي في آن آربر، ميشيغان.

## التعليم
تعلم في جامعة وين ستيت.

## مناصب وهيئات
أدار جامعة ميشيغان.

## روابط خارجية
- ليونارد وودكوك على موقع مونزينجر (الألمانية)
- ليونارد وودكوك على موقع إن إن دي بي (الإنجليزية)